# Bennett-üstökös
A Bennett-üstökös  1970 fényes üstököse volt, a West üstökössel együtt.
Korábbi elnevezése 1969 Y1 (vagy 1970 II és 1969i). John Caister Bennett fedezte föl 1969. december 28-án, amikor még 2 csillagászati egységre volt a Naptól. Perihéliumába 1970. március 20-án ért, a legnagyobb földközelségbe pedig március 26-án. Ahogyan távolodott, a legfényesebb állapotában a fényessége 0 magnitúdó volt. Utoljára 1971. február 27-én észlelték. Keringési ideje 1678 év.